# Savage Grace
Savage Grace is een Spaans-Amerikaans-Franse dramafilm uit 2007 onder regie van Tom Kalin. Het verhaal is gebaseerd op het gelijknamige boek van Natalie Robins en Steven M.L. Aronson. Dat vertelt op zijn beurt over de waargebeurde geschiedenis van Barbara Daly Baekeland en haar zoon Antony 'Tony' Baekeland.

## Verhaal
Barbara (Julianne Moore) en Brooks Baekeland (Stephen Dillane) vormen een welgesteld echtpaar. Zij verkeren in aristocratische sociale kringen, maar horen niet echt tot de bovenste gelederen. Tot ergernis van Brooks gedraagt zij zich alsof dit wel zo is, waarmee ze voornamelijk zichzelf voor de gek houdt.
Wanneer de Baekelands zoon Antony krijgen, groeit deze voornamelijk op in het bijzijn van zijn moeder, die hij aanbidt. Zijn vader is zelden in de buurt. Diens huwelijk met Barbara is liefdeloos en vol ergernis. De eerste tekenen van Tony's homoseksuele geaardheid komen vervolgens al vroeg aan het licht, zoals wanneer Barbara hem in zijn jonge tienerjaren wakker komt maken 's morgens en er een vriendje dat kwam spelen in zijn bed is blijven slapen.
Wanneer Tony volwassen is geworden (Eddie Redmayne), valt zijn homoseksualiteit amper nog te ontkennen, behalve voor Barbara, die het niet gepast vindt. Zij probeert hem daarom hiervan te 'genezen'. Dit doet ze in eerste instantie door de mooie Blanca (Elena Anaya) zowat zijn armen en bed in te drijven. Om zijn moeder te plezieren probeert Tony het wel met Blanca, maar hij is eigenlijk meer geïnteresseerd in haar mannelijke vriend Carlos Durán (Abel Folk). Wat Barbara wel bereikt, is dat echtgenoot Brooks er in plaats van haar zoon met Blanca vandoor gaat. Ze geeft het echter niet op, waardoor de moeder-kind relatie tussen haar en Tony hechter en hechter wordt en incestueuze vormen aanneemt.

## Rolverdeling
- Julianne Moore - Barbara Baekeland
- Stephen Dillane - Brooks Baekeland
- Eddie Redmayne - Antony Baekeland
- Barney Clark - Antony Baekeland, jong
- Elena Anaya - Blanca
- Anne Reid - Nini Daly
- Belén Rueda - Pilar Durán
- Minnie Marx - Midge van den Heuvels
- Jim Arnold - Joost van den Heuvels
- Hugh Dancy - Sam Green
- Martin Huber - Aschwin Lippe
- Mapi Galán - Simone Lippe